# كليات البيان الأهلية
كليات البيان الأهلية هي كلية أهلية تابعة لمؤسسة البيان الخيرية للتعليم وتقع في المدينة المنورة.

## التعريف بالكليات
هي مشروع لكليات البيان هو أحد مشاريع مؤسسة البيان الخيرية للتعليم، وهي عبارة عن مؤسسة تعليمية تهدف إلى توطيد وتعزيز الإبداع والتميز والتفكير المستقل بين طلابها. وتعمل على أن يكون خريجوها قادرين على إحداث التغيير الإيجابى في الذات والأسرة والمجتمع.

## رؤية الكليات
يتطلع مشروع كليات البيان إلى إنجاز نموذجاً لكليات عالمية متميزة تقدم خدمات تعليمية عالية الجودة وأن تشارك بفاعلية في أنشطة البحث والاستشارة على المستويات المحلية والإقليمية والدولية.

## رسالة الكليات
توفير خدمات تعليمية وبرامج أكاديمية ذات جودة عالية تتوافق مع أعلى المعايير الدولية، وتزويد الطلاب بالمعارف والمهارات والقدرات والخبرات المطلوبة لإعدادهم علمياَ ومهنياَ لوظائف مهنية محددة . والحرص على المساهمة الفاعلة في مجال تطوير المعرفة وحل المشكلات والخدمات الاستشارية وتقديم أنموذج في مجال صناعة المعرفة والتميز الأكاديمى والإدارى وترسيخ ثقافة الجودة والأداء الراقى والتطوير المستمر بما يضمن البقاء دوما في المقدمة .

## أقسام الكليات
- السنة التحضيرية.
- كلية الهندسة.
- كلية إدارة الأعمال.
- كلية تقنية المعلومات وعلوم الحاسبات.

## روابط خارجية
- الموقع الرسمي